# 삼성 Z3
삼성 Z3는 삼성전자가 2015년 10월에 공개한 타이젠 2.4를 탑재한 스마트폰이다. 삼성 Z1의 후속작이다.
색상으로는 블랙, 골드, 실버가 있다.

## 상세
삼성전자와 인텔이 합작해서 만든 타이젠 연합이 개발한 스마트폰 운영 체제인 타이젠을 탑재한 스마트폰으로, 2015년 1월 공개된 삼성 Z1의 후속 기기이다.
전면 디자인은 삼성 Z1과 유사하나, 후면 디자인이 갤럭시 노트 5와 마찬가지로 엣지 디자인으로 변경되었다.
4G LTE는 지원하지 않으며 3G WCDMA와 2G GSM만을 지원한다. 원래부터 4G LTE를 지원하지 않는 통신 모뎀 솔루션이 AP에 통합된 원칩 AP이며 또한, 듀얼심이 지원된다.
배터리 용량은 착탈식 2600 mAh을 사용한다. 초절전모드 기능이 제공된다.
후면 카메라는 800만 화소와 오토포커스, LED 플래시를 탑재하며, 조리개 밝기는 F/2.2로 설정되어 있다.
전면 카메라는 500만 화소로 추가 기능은 없다. 화각이 120도로 설정되어 있다.
운영 체제는 타이젠 2.4를 기본으로 탑재하고 있다. 공개 당시 펌웨어 버전은 타이젠 2.4.0 이었다.

## 출시
인도 시장에 먼저 출시되며, 2015년 10월 20일에 출시되었다. 출고가는 8,490 루피이며 2015년 10월 14일 환율 정보 기준 한화 약 149,400 원에 해당되는 가격이다.